# シェルタ語
シェルタ語(シェルタご、Shelta、[ˈʃɛltə])は、アイルランドおよびイギリスの一部にてアイリッシュ・トラヴェラーの話す言語。

## 概要
シェルタ語は、符牒 (en:Cant (language))として広く知られており、アイルランドの母語話者にはギャモン語(Gammon)として、また、言語学上はシェルタ語として知られている。 
部外者がトラヴェラーの間での会話の理解から外されることがあることから、やや大げさな表現ではあるが、秘密言語(cryptolect)とも呼ばれる。
母語話者の正確な数は社会言語問題のために把握が困難であるが、エスノローグは話者の数をアイルランドに6千人、イギリス(北アイルランドを含む)に3万人、アメリカに5万人としている。 なお、この数字は少なくともイギリスについては1990年段階に記録されたものであるが、他の出典については定かでない。
言語学的には、シェルタ語は今日、元々主にアイルランド語を話していたアイルランドのトラヴェラーの集団から発生した混合言語とみなされている。この集団は後に二言語併用期間を長く経て、結果としてアイルランド語からの強い影響を受けたアイルランド英語に重く基づく言語が成立することとなったとされる。 
異なる集団の話すシェルタ語は英語化(後述)の度合いが異なることから、アイルランド語の基層言語としての範囲を特定することは難しいが、オックスフォード版英語必携(en:Oxford Companion to the English Language)は2千から3千程度の単語を収録している。

## 名前と語源
この言語は様々な名称で知られている。トラヴェラー社会の外部の人々は しばしばキャント語として表現するが、その語源はいまだ議論の対象である。 
この言語の話者は符牒(Cant)、ギャモン語(Gammon)、タリ語(Tarri)とも表現する。 
言語学者の間では、シェルタ語(Shelta)の名がもっともよく使われている。
その他にも様々な名で呼ばれており、ボグ・ラテン(Bog Latin)、Caintíotar、ギャモン(Gammon)、Sheldru、シェルター(Shelter)、シェルテロッチ(Shelteroch)、 パヴィー(Pavee)、オールド・シング(the Ould Thing)、 鋳掛屋の符牒(Tinker's Cant)といった呼び名が知られている。

### 語源
シェルタ語という単語は、"5番目のケルト系言語"を発見したと主張した"ジプシー学者"(gypsiologist) チャールズ・レランド(en:Charles Leland)の1882年出版の著書ジプシー(The Gypsies)において、印刷物として初めて現れている。その語源は長く議論の対象となっているが、現代のケルト研究(en:Celtic studies)ではアイルランド語で"歩くこと"を意味する単語siúl(アイルランド語発音: [ʃuːlʲ])、または"歩く人"を意味する単語siúltóir(アイルランド語発音: [ʃuːlˠt̪ˠoːrʲ])あるいはその動名詞形 siúladh (cf. an lucht siúlta (アイルランド語発音: [ənˠ lˠuxt̪ ʃuːlˠt̪ˠə])、"歩く人々"の意味。トラヴェラーを指すアイルランド語の伝統的な語彙。)といったsiúから派生した語彙が元になっていると説明されている。
アイルランド英語辞典(Dictionary of Hiberno-English)は、単語"Celt"の訛ったものである可能性に言及している。

## 起源と歴史
言語学者たちは少なくとも1870年代からシェルタ語の文書化を進めていた。最初の業績はチャールズ・レランドによって1880年と1882年に出版された。
ケルト言語の専門家クノ・マイアーとロマ語の専門家ジョン・サンプソン(en:John Sampson (linguist))はどちらも、シェルタ語は13世紀にまで遡って存在すると主張している。
初期の文書が残っていない期間について言語学者たちは、アイリッシュ・トラヴェラーたちは当初アイルランド語を話しており、アイルランド語とアイルランド英語 (スコットランドではスコットランド語)の長い多言語併用期間を経て、クレオール言語としてシェルタ語が(おそらくは3つ目の言語として)成立していったものと推測している。
この結果成立した言語は古シェルタ語と呼ばれており、この段階のシェルタ語は、現代のシェルタ語には見られない英語には見られない構文や語形といった独特の特徴を備えていたようである。
ディアスポラの中では、様々なシェルタ語の派生形が存在する。イングランド・シェルタ語(English Shelta)はますます英語化(en:anglicisation)を被っており、元々はシェルタ語と同一のものであったアメリカ系アイリッシュ・トラヴェラーのキャント語は今やほとんど完全に英語化されている。

## 言語的な特徴
社会学者シャロン・グメルク(Sharon Gmelch)はこのトラヴェラーの言語を以下の通り表現している。
アイリッシュ・トラヴェラーはギャモン語として知られる秘密の仲間言葉を使う。もっぱら部外者、特に商取引の最中や警察の面前から内容を隠すときに使われる。ほとんどのギャモン語の発声は簡明でとても速く話されており、その単語はトラヴェラー以外の人間にわかりにくいよう単純に音を変えただけのものである。ほとんどのギャモン語の単語は、アイルランド語に、反転・音位転換・接辞・代入語という4つの技法を当てはめて形成された。
- 反転

アイルランド語の単語は音を逆転されてギャモン語の単語になった。例えば、アイルランド語で息子を意味するmacは、ギャモン語ではkamとなった。
- 音位転換

子音やその固まりは入れ替えられた。
- 接辞

音やその固まりがアイルランド語の単語へ接頭なり 接尾なりされた。接頭辞音でよく見られるものにはs、gr、gが挙げられる。例えば、仕事を意味するアイルランド語Obairはギャモン語のgruberになった。
- 代入語

多くのギャモン語の単語は、アイルランド語の単語への恣意的な子音やその固まりの代入によって形成された。
近年、現代の俗語とロマ語(ロマの言語)の単語は統合されてきている。文法と統語論は英語と同じである。アイリッシュ・トラヴェラーから収集された最初の語彙集は1808年に出版されており、ギャモン語の歴史は少なくとも1700年代に遡ることが示されている。もっとも、名高いクノ・マイアーを含むギャモン語を学んだ多くの初期のケルト民族学者は更に古い言語であると考えていた。
結果として、シェルタ語は英語とアイルランド語のどちらにも相互理解可能性がない。

### 語彙
多くのシェルタ語の単語は、音の入れ替え(例えば、アイルランド語のpógから転じた"キス"を意味するgop)や、音の追加 (例えばアイルランド語のathairから転じた"父親"を意味するgather)といった、逆読み俗語(en:back slang)のような技術を使って変装されていた。 
他の例は、アイルランド語のcailínから転じた"少女"を意味するlackeenや、アイルランド語のdorasから転じた"扉"を意味する単語rodasが挙げられる。
また、ロマ語からの借用語も多い。一例として、ロマニチャル(en:Romanichal、イギリス国内におけるロマ)の"good"を意味する単語"kushti"から転じた"非トラヴェラー"を意味する単語gadjeがある。ギャモン語の10%はロマ語に由来する。

### 文法
シェルタ語はアイルランド英語と主な構文や複数形(-s)や過去形(-ed)といった語形的の特徴の大部分を共有している。
| シェルタ語                  | 英語                      |
| --------------------------- | ------------------------- |
| the gawlya nawked the greid | the child stole the money |
| crush into the lawk         | get into the car          |

### 音韻

#### 母音
|              | 前舌母音 | 前舌め母音(en:Near-front vowel) | 中舌母音 | 後舌母音 |
| ------------ | -------- | ------------------------------- | -------- | -------- |
| 狭母音       | [i]      |                                 |          | [u]      |
| 広めの狭母音 |          | [ɪ]                             |          |          |
| 半狭母音     | [e]      |                                 |          | [o]      |
| 中央母音     |          |                                 | [ə]      |          |
| 半広母音     | [ɛ]      |                                 |          | [ɔ]      |
| 狭めの広母音 | [æ]      |                                 |          |          |
| 広母音       |          |                                 |          | [ɑ] [ɒ]  |

## 借用語
いくつかのシェルタ語の単語は 主流である英語話者によって借用されている。例えば、"男" を意味した19世紀半ばに使われていた単語"bloke"は、元々は"少年"を意味するアイルランド語の単語buachaillから転じたように思われる。
男を指すキャント語/ギャモン語の単語はfeanであり、少年を指す単語はsueblikである。

## 正書法
標準的な綴りはない。概して言われていることは、シェルタ語はアイルランド語風の書法と英語風の書法どちらでも記述することが出来る。例えば、"既婚"を意味する単語はlóspedかlohspedと綴られ、"女性"を意味する単語はbyohrかbeoirと綴られる。

## 文章の比較
以下に、キリスト教の祈祷文の1つ主の祈りを用いて、それぞれ1世紀前のシェルタ語(古シェルタ語)、現在のシェルタ語、現代英語、アイルランド語での比較を示す。
19世紀のシェルタ語にはシェルタ語特有の語彙が多く見られるが、 一方で現代のキャント語はそのような独特の言い回しの度合いは低くなってきている。なお、どちらの文もイアン・ハンコック(Ian Hancock)の著書から翻案したものであるが、キャント語の再現は普段の状況における実際の話し方を正確に表したものではないとの但し書きがされている。
| 古シェルタ語                             | 現代シェルタ語                                                               | 英語                                          | アイルランド語                           |
| ---------------------------------------- | ---------------------------------------------------------------------------- | --------------------------------------------- | ---------------------------------------- |
| Mwilsha's gater, swart a manyath,        | Our gathra, who cradgies in the manyak-norch,                                | Our Father, who art in heaven,                | Ár n-Athair atá ar neamh,                |
| Manyi graw a kradji dilsha's manik.      | We turry kerrath about your moniker.                                         | Hallowed be thy name.                         | Go naofar d'ainm,                        |
| Graw bi greydid, sheydi laadu            | Let's turry to the norch where your jeel cradgies,                           | Thy kingdom come, Thy will be done,           | Go dtaga do ríocht, Go ndéantar do thoil |
| Az aswart in manyath.                    | And let your jeel shans get greydied nosher same as it is where you cradgie. | On earth as it is in heaven.                  | ar an talamh, mar a dhéantar ar neamh.   |
| Bag mwilsha talosk minyart goshta dura.  | Bug us eynik to lush this thullis,                                           | Give us today our daily bread.                | Ár n-arán laethúil tabhair dúinn inniu,  |
| Geychel aur shaaku areyk mwilsha         | And turri us you're nijesh sharrig for the eyniks we greydied                | And forgive us our trespasses,                | Agus maith dúinn ár bhfiacha             |
| Geychas needjas greydi gyamyath mwilsha. | Just like we ain't sharrig at the needies that greydi the same to us.        | As we forgive those who trespass against us.  | Mar a mhaithimidne dár bhféichiúna féin  |
| Nijesh solk mwil start gyamyath,         | Nijesh let us soonie eyniks that'll make us greydi gammy eyniks,             | And lead us not into temptation,              | Is ná lig sinn i gcathú                  |
| Bat bog mwilsha ahim gyamyath.           | But solk us away from the taddy.                                             | but deliver us from evil.                     | ach saor sinn ó olc.                     |
| Diyil the sridag, taajirath an manyath   |                                                                              | Yours is the kingdom, the power and the glory |                                          |
| Gradum a gradum.                         |                                                                              | For ever and ever                             |                                          |
|                                          |                                                                              | Amen.                                         | Amen.                                    |

## 文例
| シェルタ語                   | 日本語                            |
| ---------------------------- | --------------------------------- |
| Grāltʹa                      | こんにちは                        |
| Slum hawrum                  | おはようございます                |
| Slum dorahōg                 | こんばんは                        |
| Lʹesk mwīlša a hu?           | 元気ですか?                       |
| Mwī'lin topa, munʹia du hu   | 元気です、ありがとう              |
| Yoordjeele's soonee-in munya | お会いできてうれしい              |
| Muni kon                     | おやすみなさい                    |
| Dhalyōn munʹia               | 神の祝福がありますように          |
| Stafa tapa hu                | あなたに長い人生がありますように! |
| Bin lar't ang lart           | 元気でいてください                |